# Lehota pod Vtáčnikom
Lehota pod Vtáčnikom je obec na Slovensku, v okrese Prievidza v Trenčínském kraji. Žije v ní přibližně 3 800 obyvatel. První písemná zmínka o vesnici je z roku 1362. Ve vsi stojí římskokatolický kostel svatého Cyrila a Metoděje z roku 1948. Do katastrálního území Lehota pod Vtáčnikom zasahují části národní přírodní rezervace Vtáčnik a přírodní památky Sivý kameň.